# Karl von Wurzbach
Karl Wurzbach von Tannenberg, ab 1872 Freiherr Wurzbach von Tannenberg, (* 28. Oktober 1809 in Laibach; † 16. Mai 1886 ebenda) war Jurist, Politiker, Landeshauptmann und Landespräsident von Krain. Er war der älteste Bruder des Bibliographen und Schriftstellers Constantin Wurzbach Ritter von Tannenberg.

## Vita

### Jugend und Studium
Karl Wurzbach von Tannenberg war einer von zehn Söhnen des Juristen Maximilian Wurzbach (der 1854 mit dem Prädikat Edler von Tannenberg in den Adelsstand erhoben wurde) und der Josefina Pinter. Er wuchs in Laibach auf und absolvierte am dortigen Lyzeum ein Philosophiestudium. Nach dem Besuch des Gymnasiums 1820–1825 und der Beendigung der philosophischen Studien 1826–1827 in Laibach studierte Wurzbach Rechtswissenschaften und Philosophie an der Universität Wien, wo er am 4. Dezember 1832 die Doktorwürde der Philosophie und am 29. Juli 1833 jene der Rechtswissenschaften erwarb.

### Tätigkeit in unterschiedlichen Gesellschaften und Kommissionen
Wurzbachs Vorliebe galt vor allem der Landwirtschaft. Im Jahre 1833 wurde er Mitglied der k. k. Landwirtschaftsgesellschaft und im Jahre 1869 deren Präsident, ein Amt, das er bis zu seinem Tod im Jahre 1886 bekleidete. Seit 1852 war er auch aktives Mitglied der Krainer Sparkasse. Nach dem Tod des Vaters (1854) widmete er sich zunächst der Verwaltung der Familiengüter.
Im Jahre 1849 wurden von der Regierung Beratungskommissionen in Organisations- und Gesetzgebungsangelegenheiten angeordnet. Im Zusammenhang damit wurden Landeskommissionen geschaffen. Wurzbach war Mitglied, oder aber er wirkte auch über Jahrzehnte hindurch beratend in den unterschiedlichsten Landeskommissionen: In der Grundentlastungs-, Regulierungs- und Ablösungskommission, der Beratungskommission zur Überwachung und Förderung des Forstwesens, der Grundsteuer-Reklamationskommission. Es gelang ihm wesentlich zur schnellen Lösung der Angelegenheiten und damit zur Zufriedenheit aller Beteiligten beizutragen.

### Politische Betätigung
Politisch betätigte sich Wurzbach seit 1861, als er vom Großgrundbesitz als Abgeordneter in den Krainer Landtag gewählt wurde. Von 1861 bis 1866 hatte er das Amt des stellvertretenden Landeshauptmanns inne und von 1866 bis 1871 war er Landeshauptmann von Krain. Im Jahre 1867 erfolgte seine Wahl in den Reichsrat (bis 1870). Danach wurde er im Jahre 1871 zum Landespräsidenten von Krain ernannt, ein Amt, das er ein Jahr lang innehatte. Anlässlich seines Ausscheidens aus diesem Amt am 27. Juni 1872 wurde er in den Freiherrnstand erhoben.

### Humanitäres Wirken
Schon seit dem Jahr 1866 setzte sich Wurzbach für die Armen und vor allem für die Kriegsinvaliden ein. Im gleichen Jahr noch gründete er mit 7.000 Gulden die Kaiserin Elisabeth Invaliden- und Armenstiftung.

### Auszeichnungen

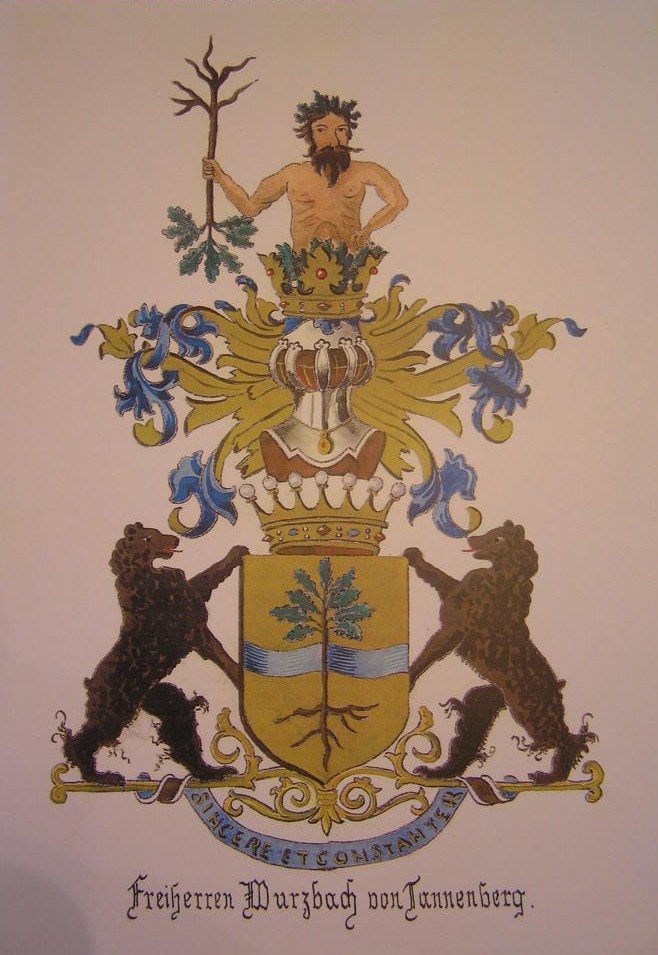
Freiherrnstandwappen Wurzbach von Tannenberg (1872)

- 1853: Ritterkreuz des herzoglich Anhalt’schen Bärenordens
- 1868: Ritterkreuz des österreichischen Leopoldordens
- 1872: Erhebung in den österreichischen Freiherrnstand

## Familie
Karl war der älteste Sohn von elf Kindern des Laibacher Anwaltes Maximilian Wurzbach (seit 1854 „Edler von Tannenberg“) und der Josefine geb. Pinter.
Verheiratet war er mit Marie Jermann (* Katzenstein / Begunje – Wigaun  3. Februar 1820, † 7. Januar 1893 in Laibach), Tochter des Andreas Jermann und der Aloisia geb. von Lehmann. Sie hatten folgende Kinder:
1. Serafine * 1839 in Laibach, † 1858 ebenda
2. Alfons * 1853 in Laibach, † 1939 ebenda, Großgrundbesitzer und Landtagsabgeordneter

Kinder des Alfons:
1. Heribert Alfons Karl  Maximilian, * Laibach 6. August 1886,  † München 23. Juli 1958, Dr. jur., Hauptmann d.R., ⚭ Wien 29. April 1912 Hedwig Dorrek, * Wien 28. Juni 1882, † Wien 17. Mai 1952, Tochter des Josef Dorrek und der Anna geb. Wachberg,
2. Waltrude Marie Seraphine Franziska, * Laibach 28. Mai 1888, † Wien 2. Oktober 1925

Die Familie lebte zumeist in Laibach, aber auch auf Schloss Schwarzenbach.

## Besitz in Krain
- Schwarzenbach / Črni potok, (1846–1886)
- Gritsch / Grič pri Primskovem (1846 – 1886)
- Ebensfeld / Groblje (1843 – 1886)
- Gschieß, Tannenberg / Selo pri Šmartnem (1846 – 1886)
- Palais Wurzbach in Laibach